# عبد النور بلكة
عبد النور بلكة ممثل سوري بدأ التمثيل عام 1992 في مسلسل أيام شامية شارك في 3 أعمال واشتهر بدور الممرض شكري صديق الطبيب حمزة في المسلسل الشهير باب الحارة الجزء الرابع عام 2009

## عن حياته
ولد في سورية خريج معهد الفنون شارك في 5 أعمال

## أعماله
- باب الحارة الجزء الثامن بدور ابونا عام 2016
- باب الحارة الجزء الخامس بدور أخو أم ابرهيم عام 2010
- باب الحارة الجزء الرابع بدور الممرض شكري عام 2009
- حي المزار عام 1999
- أيام شامية عام 1992